# 第6回極東選手権競技大会

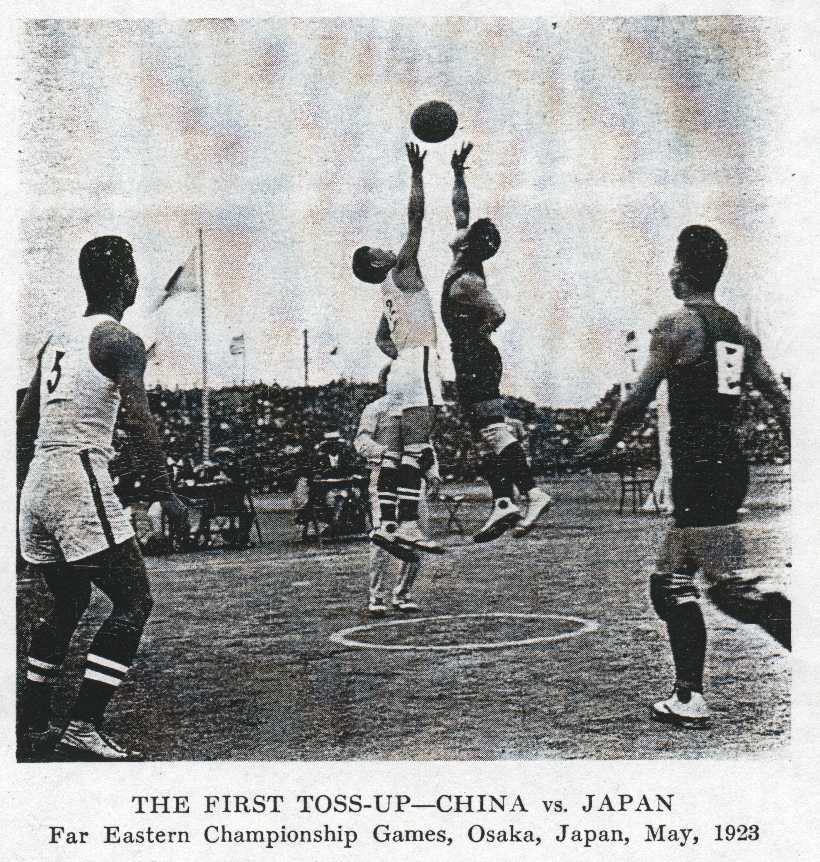
日本対中国の男子バスケットボールの試合

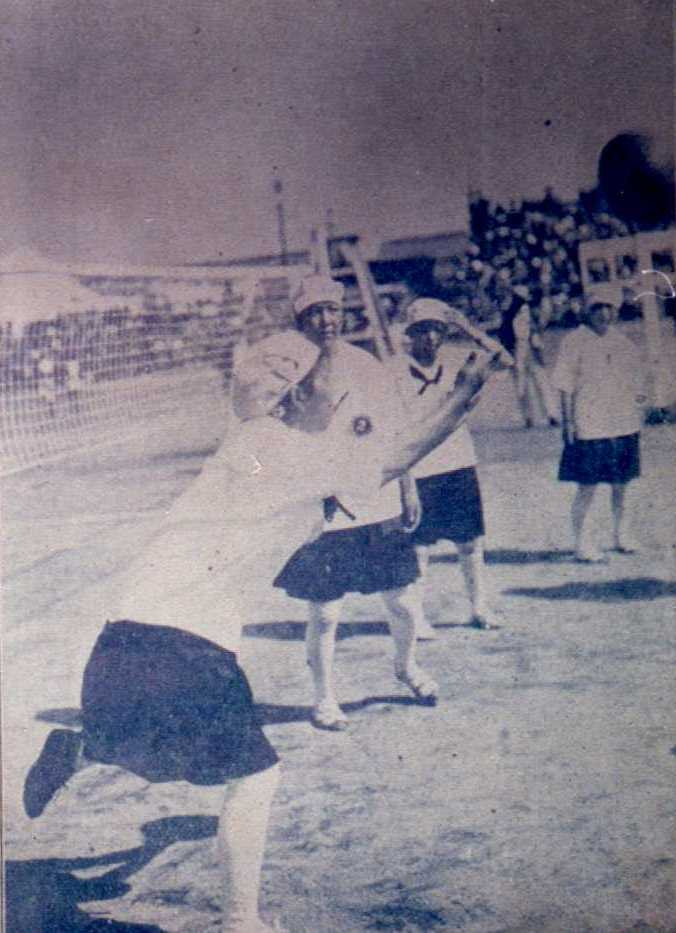
女子バレーボールの試合

第6回極東選手権競技大会（だい6かいきょくとうせんしゅけんきょうぎたいかい）は、1923年（大正12年）5月21日から5月26日まで、日本の大阪府大阪市西区（現・港区）の大阪市立運動場などで行われた極東選手権競技大会。

## 概要
大会総裁は秩父宮雍仁親王。皇族がスポーツの役員に史上初めて就任した大会である。大会総務委員長は春日弘。
日本が陸上競技、競泳、テニスの3選手権、フィリピンが野球、バレーボール、バスケットボールの3選手権、中国がサッカーの選手権を獲得した。フィリピンからの要請で女子テニスが初めて加わり、日本（シングルス・金田咲子、ダブルス・田村富美子・梶川久子)が優勝した。

## 実施競技
- 陸上競技（詳細）
- 競泳
- 野球
- テニス
- サッカー
- バスケットボール
- バレーボール